# Pliezhausen
Pliezhausen är en kommun (tyska Gemeinde) i Landkreis Reutlingen i delstaten Baden-Württemberg i Tyskland. Kommunen består av ortsdelarna (tyska Ortsteile) Pliezhausen, Dörnach, Gniebel och Rübgarten. Folkmängden uppgår till cirka 9 900 invånare, på en yta av 17,31 kvadratkilometer.
Kommunen ingår i kommunalförbundet Pliezhausen tillsammans med kommunen Walddorfhäslach.

## Befolkningsutveckling
| Befolkningsutvecklingen i Pliezhausen 1975–2015 | Befolkningsutvecklingen i Pliezhausen 1975–2015 | Befolkningsutvecklingen i Pliezhausen 1975–2015 | Befolkningsutvecklingen i Pliezhausen 1975–2015 | Befolkningsutvecklingen i Pliezhausen 1975–2015 |
| ----------------------------------------------- | ----------------------------------------------- | ----------------------------------------------- | ----------------------------------------------- | ----------------------------------------------- |
|                                                 |                                                 |                                                 |                                                 |                                                 |
| År                                              |                                                 |                                                 | Folkmängd                                       | Areal (ha)                                      |
| 1975                                            | 1975                                            |                                                 | 6 012                                           | 1 729                                           |
| 1980                                            | 1980                                            |                                                 | 6 412                                           | 1 731                                           |
| 1985                                            | 1985                                            |                                                 | 7 019                                           | 1 730                                           |
| 1990                                            | 1990                                            |                                                 | 7 633                                           |                                                 |
| 1995                                            | 1995                                            |                                                 | 8 607                                           |                                                 |
| 2000                                            | 2000                                            |                                                 | 9 237                                           | 1 731                                           |
| 2005                                            | 2005                                            |                                                 | 9 536                                           |                                                 |
| 2010                                            | 2010                                            |                                                 | 9 329                                           |                                                 |
| 2015                                            | 2015                                            |                                                 | 9 411                                           |                                                 |
|                                                 |                                                 |                                                 |                                                 |                                                 |